# Stanisław Flieger
Stanisław Kostka Flieger (ur. 23 maja 1936 w Witkowie, zm. 14 grudnia 2013) – polski specjalista z zakresu anatomii zwierząt i neuroanatomii, prof. dr hab., przewodniczący Lubelskiego Oddziału Polskiego Towarzystwa Nauk Weterynaryjnych oraz Lubelskiego Oddziału Polskiego Towarzystwa Anatomicznego (PTA). 

## Życie i działalność
W 1962 uzyskał dyplom lekarza weterynarii na Wydziale Medycyny Weterynaryjnej Wyższej Szkoły Rolniczej w Lublinie (obecnie Uniwersytet Przyrodniczy w Lublinie). Już jako student był od 1961 zastępcą asystenta w Zakładzie Anatomii Zwierząt na tym wydziale, a po uzyskaniu dyplomu kolejno asystentem (1962–1969), adiunktem (1969–1975), docentem (1975–1986), profesorem nadzwyczajnym (1986–1999) i zwyczajnym (od 1999). Od 1996 kierował Zakładem Anatomii Zwierząt, od 1994 był dyrektorem Instytutu Anatomii Zwierząt. W latach 1987–1990 i 1993–1996 piastował funkcję prorektora do spraw studenckich i dydaktyki Akademii Rolniczej w Lublinie
Ogłosił w czasopismach polskich i zagranicznych ponad 120 prac naukowych, dotyczących budowy i rozwoju centralnego i obwodowego układu nerwowego. Był autorem dwóch podręczników akademickich: Układ nerwowy obwodowy zwierząt domowych (1985) i Splanchnologia zwierząt domowych (1985).
Był członkiem Związku Nauczycielstwa Polskiego (od 1961) i Stronnictwa Demokratycznego. Działał w Akademickim Związku Sportowym, w 1989 otrzymał odznakę "Zasłużony dla AZS". Za współpracę z zagranicznymi uczelniami został wyróżniony Medalem Ludwika Pasteura Uniwersytetu Weterynaryjnego w Brnie-Koszycach i złotym medalem Uniwersytetu Kolumba w Santo Domingo. Rodzinne Witkowo w powiecie gnieźnieńskim nadało mu tytuł „Honorowego Obywatela Gminy i Miasta Witkowo”.

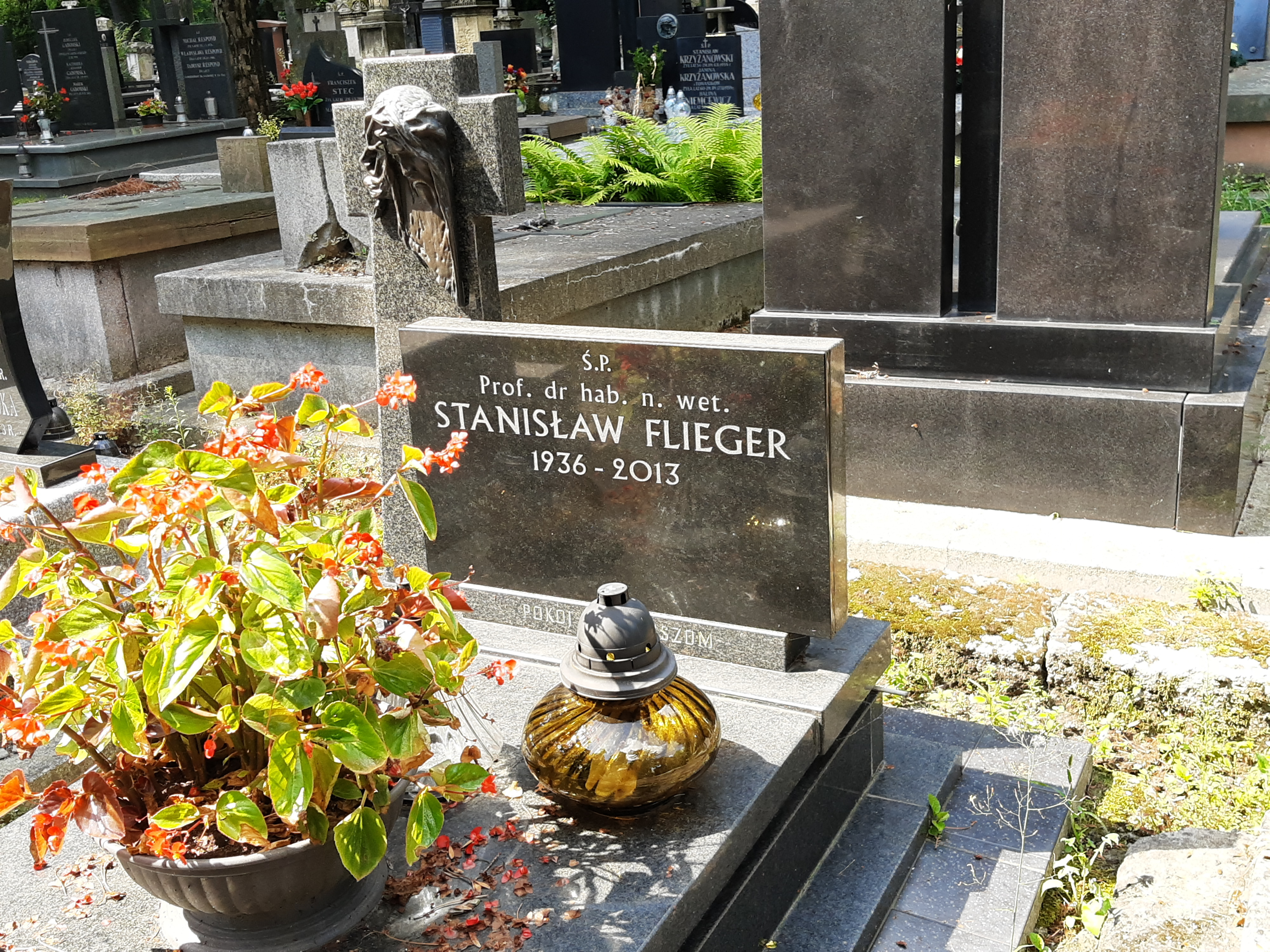
Grób prof. Stanisława Fliegera na cmentarzu przy ulicy Lipowej

Był żonaty (Anna Pasek), miał dwóch synów (Piotr, ur. 1964 i Paweł, ur. 1966). Zmarł 14 grudnia 2013 r. i został pochowany na cmentarzu przy ul. Lipowej w Lublinie.

## Wybrane odznaczenia
- Krzyż Kawalerski Orderu Odrodzenia Polski (1987)
- Złoty Krzyż Zasługi
- Medal Komisji Edukacji Narodowej (1989)
- Odznaka Honorowa „Zasłużony dla Województwa Lubelskiego” (2006)[1]
- Medal Lumen Mundi